# NGC 6695
NGC 6695 (również PGC 62296 lub UGC 11340) – galaktyka spiralna z poprzeczką (SBb), znajdująca się w gwiazdozbiorze Lutni. Odkrył ją Édouard Jean-Marie Stephan 22 sierpnia 1884 roku.